# 고스트 (드라마)
《고스트》는 1999년 7월 12일부터 1999년 8월 31일까지 방영한 납량특집 SBS 월화드라마이다.

## 줄거리
열혈형사 장대협과 오렌지도사 차달식이 악마의 힘을 얻은 살인마 지승돈에 맞서면서 벌어지는 공포 드라마.

## 등장인물

### 주요 인물
- 장동건 : 장대협 역
- 김민종 : 차달식 역 (아역 곽정욱)
- 명세빈 : 윤선영 / 서재영 역
- 김상중 : 지승돈 역
- 박지윤 : 준희 역

### 그 외 인물
- 안석환 : 봉구 역
- 오욱철 : 백 반장 (경위) 역
- 심양홍 : 혜령의 아버지 역
- 장항선 : 형사과장(전임) 역
- 김세준 : 형사과장(후임) 역
- 이두일 : 나형사 역
- 최란 : 재영의 선배 기자 역
- 김혜옥 : 준희의 어머니 역
- 이기영
- 윤기원
- 홍수현 : 혜령 역
- 박상도
- 남정희
- 정한아
- 서문경
- 제동현
- 전희갑
- 김필수
- 윤종배
- 김삼봉
- 전일수
- 김현지
- 최수환
- 조권탁
- 이광재
- 이주석 : 감사과 경찰 역
- 이용구
- 김명국 : 준희 소속 의대 교수 역
- 민경조 : 준희의 의대 의사 역
- 송희아
- 송지은
- 조수이
- 김영
- 안규석
- 백시원
- 한예리
- 김지민
- 방경림
- 김미희
- 박미영
- 이희정
- 황정미

## ost
- 01 고스트 TITLE
- 02 HANDS OF TIME (UEDA MASAKI)
- 03 사랑느낌 - 조규찬
- 04 대협 THEME
- 05 하늘에서 (ASH HAN)
- 06 선영 THEME
- 07 THE LAST IN LOVE (J.D SOUTHER)
- 08 자연스러워 - 김조한
- 09 이별 THEME
- 10 이심전심 - 임창정
- 11 SAD SONG - 변재원
- 12 EPILOGUE

## 참고 사항
- 이 드라마는 편당 1억원을 넘는 막대한 제작비로 화제를 모았으나 짜깁기 의혹 등이 제기되어 MBC 드라마 《마지막 전쟁》에 완패하였다.[1]
- 담당 연출자(김종학)가 《백야 3.98》의 실패 후 SBS프로덕션과 결별한 뒤 본인이 설립한 김종학 프로덕션의 첫 외주제작 드라마이기도 했다.[2]
- 평균 시청률 22%대를 기록하였다.